# Azerbaïdjan au Concours Eurovision de la chanson 2022
L'Azerbaïdjan est l'un des quarante pays participants du Concours Eurovision de la chanson 2022, qui se déroule à Turin en Italie. Le pays est représenté par le chanteur Nadir Rüstəmli et sa chanson Fade to Black, sélectionnés en interne par le diffuseur azéri İTV. Le pays se classe 16e avec 106 points lors de la finale.

## Sélection
Le diffuseur azéri İTV confirme sa participation à l'Eurovision 2022 le 20 septembre 2021.
Du 30 décembre 2021 au 31 janvier 2022, le diffuseur ouvre une période de candidatures pour les compositeurs afin de sélectionner la chanson représentante. Au terme de cette période, 300 chansons ont été reçues par le diffuseur. Six d'entre elles sont sélectionnées pour être interprétées par l'artiste choisi par İTV : Nadir Rüstəmli, dont la participation est officialisée le 16 février 2022. Finalement, la chanson retenue pour l'Eurovision, intitulée Fade to Black, est publiée le 21 mars 2022.

## À l'Eurovision
L'Azerbaïdjan participera à la deuxième demi-finale, le 12 mai 2022. Il s'y classe 10e avec 96 points, se qualifiant donc pour la finale sans avoir pourtant reçu de points de la part du public. Lors de la finale, le pays termine à la 16e place avec 106 points dont 3 de la part du public.